# 全球徵聯活動
全球徵聯活動，是面向國際華人的大型對聯創作比賽。最初由臺灣國父紀念館與東吳大學中文系聯合舉辦，經中華詩學研究會及國內詩學專家，如許清雲博士評審；近年改由中華詩學研究會主辦，並聘請三位學者、專家進行評審。最初每半年一屆。鑒於網上相關報道與資料不全，難以展示所有歷屆題目及得獎作品等資訊。

## 介紹
據主辦單位官方網站所寫，此活動旨在「弘揚中華文化，倡導精緻文學，鼓勵全民創作」，於2005年11月12日首次舉辦。對於參賽者無資格限制，臺灣內外任何人皆可報名參加。
活動有固定時程，一年兩場：初期每年5月18日公告新題、10月15日截止收件、11月12日公開評審並再次出題；翌年4月15日截止收件、5月16日公開評審。在公佈結果及宣佈新題目時，主辦單位會舉行記者會，臺灣媒體亦多會報導以作宣傳。最初活動所有過程（如題目公告、查審及記者會）皆於國父紀念館舉行。在公佈得獎作品時，會請書法家揮毫並公開展示。
截至2020年，活動前後共舉辦十六屆，第一次辦了四屆，第二次辦了八屆，第三次辦了四屆。主辦單位鑒於社會各界的熱烈回響，曾認為已初步達成活動宗旨，第八屆活動結束後宣佈暫時停辦。2016年復辦第九屆。

## 獎勵
主辦單位錄取最優者三名、佳作百名，並有獎金、禮品，唯名次可以並列、從缺和取消。前三名獎金分別為新臺幣一萬、八千及六千圓，佳作則為禮品。
另外，由於前二屆發生多人投稿完全相同之作品，故從第三屆起主辦單位宣佈只採最早投稿者為準，不再平分獎金。

## 歷屆對聯命題及優勝作品

### 第一屆（2005年/民國94年）
- 題目：落山風風落山山風落
- 解釋：取臺灣最南端恆春地區特有的季風落山風命題。
- 主要結果：

1. 劉麗洋、林明皇、李財金、賴孟慈、許維倫、陳立婷、吳朝熙、曾湘寧八人以相同作品「飄谷雨雨飄谷 谷雨飄」並列獲得第一名
2. （從缺）
3. 周淑女以「飆網客客飆網網客飆」獲得第三名

### 第二屆（2006年/民國95年）
- 題目：內雙溪外雙溪雙溪匯注一溪水
- 解釋：取臺北市國立故宮博物院附近河川名命題。
- 主要結果：

1. （從缺）
2. 謝毅以「大三峽小三峽三峽飄飛滿峽雲」獲得第二名
3. 蘇紀利以「東單路西單路單路通行多路車」獲得第三名
4. 邱戎華以「前七子後七子七子融通四子書」並列獲得第三名

### 第三屆（2007年/民國96年）
- 題目：傅說夏大禹墨子管仲
- 解釋：取中國古代聖人傅說、大禹、墨子及管仲命題。
- 主要結果：

1. （從缺）
2. 涂淑瑩以「顏回商成湯荀卿蘇秦」獲得第二名
3. 吳至剛以「伯夷殷成湯田橫商鞅」獲得第三名
4. 謝嘉勳以「孺悲高漸離朱公虞卿」並列獲得第三名

### 第四屆（2008年/民國97年）
- 題目：八陣圖七星劍五丈原三國一人諸葛亮
- 解釋：取三國時代諸葛亮及其事蹟命題。
- 主要結果：

1. 陳傳文以「十全記四庫書九龍壁六旬萬歲乾隆皇」獲得第一名
2. CHENG GUAN以「四進士九龍山六月雪二簧獨步麒麟童」獲得第二名
3. 辜揚俊以「二王帖六體書九宮格千奇萬險歐陽詢」獲得第三名

### 第五屆（2009年/民國98年）
- 題目：一高二高高乘載
- 解釋：取臺灣中山高（一高）、福爾摩沙（二高）兩條高速公路，及高乘載車流舒解措施命題。
- 主要結果：

1. 王登福以「南鐵北鐵鐵貫通」獲得第一名
2. 王登福另以「天大地大大作為」再獲第二名
3. 陳錦怡以相同作品「天大地大大作為」獲得第三名，因為投稿時間稍後

### 第六屆（2010年/民國99年）
- 題目：天下為公公德業襟期甲天下
- 解釋：紀念國父誕辰紀念日。
- 主要結果：

1. 王登福以「域中共主主勛猷膽識雄域中」蟬聯第一名
2. 顏璟丞以「萬民如子子才能見識淑萬民」獲得第二名
3. 羅國維以「人民作主主義行思想救人民」獲得第三名

### 第七屆（2011年/民國100年）
- 題目：三星上將梨
- 解釋：取宜蘭縣三星鄉及當地出產的上將梨命題。
- 主要結果：

1. 鄭大烽以「一甲狀元粽」獲得第一名

### 第八屆（2012年/民國101年）
- 題目：恆春海角旋風飆七號
- 解釋：取臺灣本土紅極一時的電影《海角七號》命題，用以致敬電影中的旋風。
- 主要結果：決審前取消第二名及第三名，只選出第一名和前一百名佳作。又因命題難度過高，為免爭議，決審階段從缺第一名。

1. （從缺）
2. （取消）
3. （取消）
4. 穆仙弦以「淡水河濱殘日照千家」獲得佳作

### 第九屆（2016年/民國105年）
- 題目：秋刀出鞘漁民笑
- 解釋：記錄2012年臺灣秋刀魚收穫量躍居世界第一。
- 主要結果：

1. 趙偉成以「春劍歸山蘭客歡」獲得第一名
2. 不知名參賽者以「春劍入山蘭客歡」獲得第二名
3. 不知名參賽者以「夏蜜流脾菓婦嘻」獲得第三名

### 第十屆（2017年/民國106年）
- 題目：一例一休休得正
- 解釋：取政策一例一休命題，切合時事。
- 主要結果：

1. 于中以「多薪多假假終成」獲得第一名
2. 鄭建成以「無權無勢勢難翻」獲得第二名
3. 蔡學民與許瀞元以相同作品「同婚同志志難成」並列獲得第三名

### 第十二屆（2018年/民國107年）
- 題目：兩岸同源亦競亦合亦共榮
- 解釋：盼望臺灣和中國共同發展。出句以平聲字終，根據《聯律通則》 （页面存档备份，存于），當屬下聯為正。對句須以仄聲字終，當為上聯。
- 主要結果：

1. 許瀞元以「九州分野時興時衰時兼併」獲得第一名
2. 侯易佃以「一中各表可爭可談可相助」獲得第二名，第二次進入前三
3. 許舒閔以「三權分立兼衡兼容兼相輔」獲得第三名

- 補充：

1. 吳碧玲以「千秋一脈相傳相承相光大」進入決選一百名

### 第十三屆（2019年/民國108年）
- 題目：周亡鼎秦失鹿問鼎逐鹿不謀私利
- 解釋：當時正值台灣大選前夜，藉命題一方面寄望政治人物；二方面啟迪公民要珍惜手中選票。命題政治色彩濃厚，出句平仄亦沒有遵守《聯律通則》 （页面存档备份，存于）要求。故對句只能以「平水聲韻」為依據，平仄須與出句逐字相反。
- 主要結果：

1. 鍾正道以「項為王虞封姬霸王別姬徒釣虛名」獲得佳作

### 第十四屆（2024年/民國113年）
- 題目：日月光華日月潭中浮日月
- 解釋：取南投縣魚池鄉日月村中，半天然淡水湖泊兼水力發電用水庫日月潭命題。
- 主要結果：

1. 劉麗洋以「春秋鼎盛春秋閣上頌春秋」獲得第一名，第二次獲得首獎
2. 吳文燦以「春秋鼎盛春秋閣上說春秋」獲得第二名
3. 許瀞元以「春秋鼎盛春秋閣上論春秋」獲得第三名，第三次進入前三

### 第十五屆（2025年/民國114年）
- 題目：破浪乘風澎湖風浪破風浪
- 解釋：取臺灣海峽上的澎湖群島命題。

## 外部連結
- 全球徵聯活動官方網站（页面存档备份，存于）
- 作品投稿（页面存档备份，存于）